# Folkavi

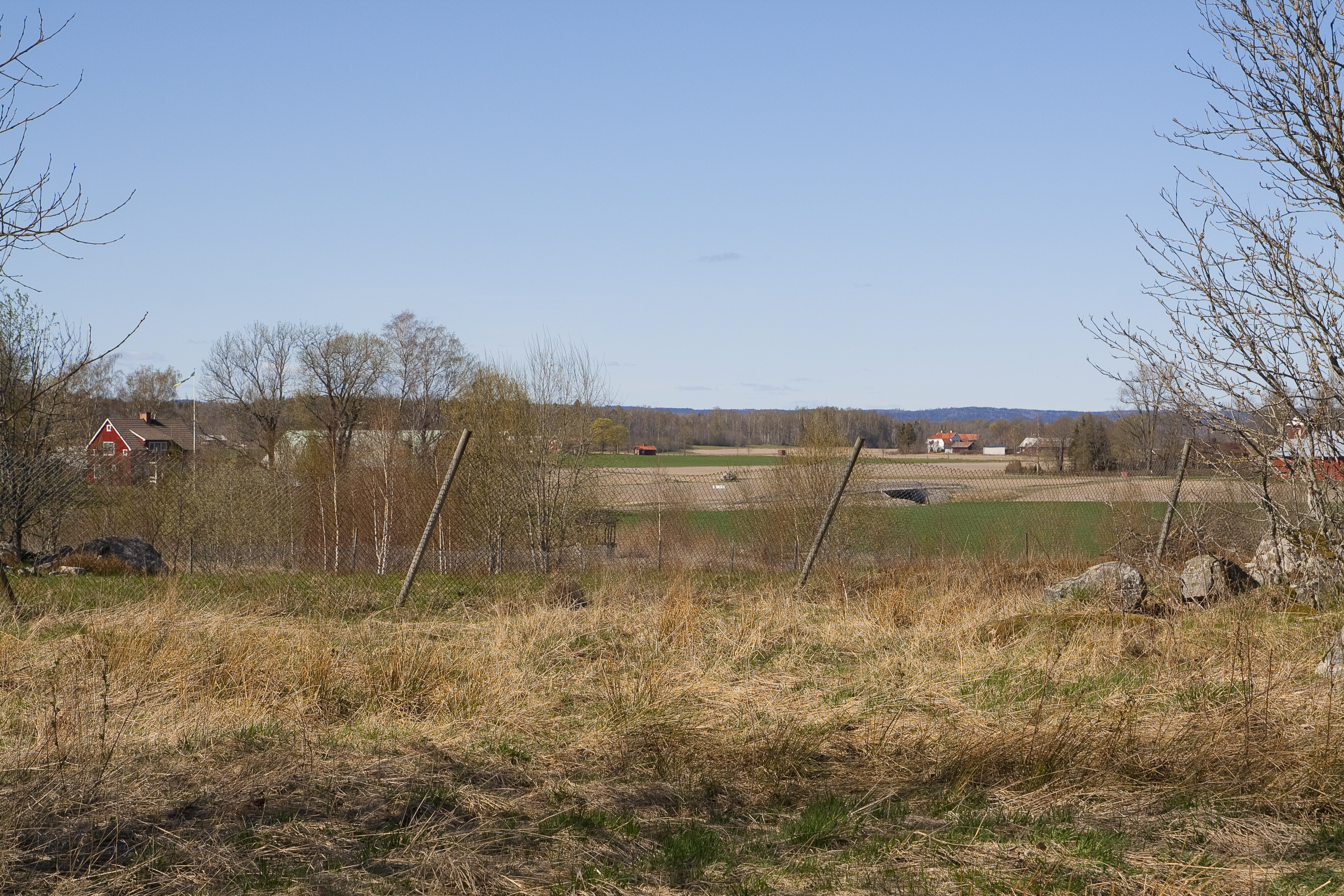
Folkavi i april 2007. På bilden ses även bron över Täljeån som rinner genom byn.

Folkavi är en by i Kräcklinge socken, Lekebergs kommun. Byn ligger mitt på Närkeslätten och består nästan enbart av jordbruksmark. Byn är uppdelad i Norra- och Södra Folkavi. De båda delarna åtskiljs av Täljeån.

## Ortnamnet
Namnet är ett omstritt vi-namn. Det skrevs ffulkwi 1307 och Folkwi 1383. En tolkning är att namnet ursprungligen är ett fornsvenskt ord *folkvi 'fölfålla' som är sammansatt av fol 'föl' och det från svenska dialekter kända ordet kvi 'fålla'. En annan tolkning är att namnet kommer av 'folk' + 'vi' (alltså en kultplats där folket samlas). 

## Fotnoter
1. ↑  Jöran Sahlgren "Nordiska ortnamn i språkligoch saklig belysning", Oäkta vi-namn, s. 132 i Namn och bygd 1923
2. ↑   Svenskt ortnamnslexikon (2003), (Folkare härad och Folkärna, s. 78 och Karlevi, s. 161) ISBN 91-7229-020-X